# Аль-Мунзір III
Аль-Мунзір III ібн Імру-ль-Кайс або аль-Мунзір III Ібн Ма ас-Сама («Син Небесної води») (пом. у червні 554 року) — цар держави Лахмідів у 512/513—554 роках, учасник ірано-візантійських воєн 526—532 та 541—562 років. Намісник шаханшаха Хосрова I Ануширвана в землях центральної Аравії.

## Життя і прихід до влади
Аль-Мунзір III був сином лахмідского царя Имру-ль-Кайса III і Мауі (Марії), яку прозвали за свою красу Ма ас-Сама («Небесна (тобто Дощова) вода»), оскільки дощ у арабів вважається благодаттю. Від прізвиська Мауі відбувається і прізвисько самого аль-Мунзір — Ібн Ма ас-Сама («Син Небесної води»)
Закінчення правління Имру-ль-Кайса III і вступ на престол його спадкоємця аль-Мунзір III доводиться на 512 або 513 рік .
Аль-Мунзір успадкував владу в непростий для династії Лахмідов час. Згідно Ібн Хабібу і деяким іншим мусульманським авторам, посилився на півдні правитель кіндітів аль-Харіс ібн Амр вторгся до Іраку і відвоював у Лахмідів частину їх володінь. Після смерті Імру-ль-Кайса III шаханшах Ірану, в васальній залежності від якого традиційно знаходилися Лахміди, запропонував аль-Мунзіру III і аль-Харісу ібн Амру прийняти зороастризм маздакітского спрямування. Після того як аль-Мунзір відмовився прийняти нову віру шаханшах Кавад I вигнав його і передав володіння Лахмідів аль-Харіса, який погодився прийняти маздакізм. Дії Кавада I можна, ймовірно, пояснити бажанням за допомогою розповсюдження зороастризму на кіндітів залучити їх на свою сторону, відірвавши від бдейського царя Хим'яр, якому вони підпорядковувалися в той час. Кавад I розраховував зробити аль-Харіса своїм союзником або васалом і тим самим розширити свій вплив на підлеглі аль-Харіса арабські племена. При цьому шаханшах дозволив кіндітам переселитися за Євфрат в область, що примикає до самого Ктесифона, а це свідчить про союзницькі відносини між Кавадом і аль-Харісом.

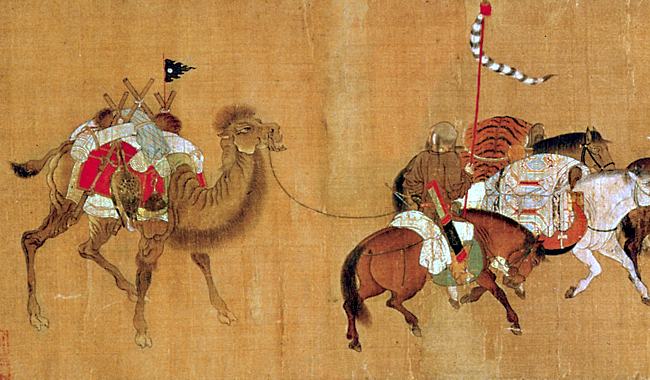

З джерел, однак, явно не випливає, що Хіра перейшла під владу аль-Харіса. Судячи з усього, після смерті Імру-ль-Кайса III кіндіти здобули перемогу у війні з Лахмідів. Положення аль-Мунзіра III ускладнювалося ще й тим, що він, мабуть, користувався підтримкою лише частини хірської знаті, так як противники Імру-ль-Кайса III в Хірі, швидше за все, продовжили свою боротьбу і з його молодим спадкоємцем. В результаті цього, відповідно до джерел, аль-Мунзір залишив Хіру і втік до Хіт або Тікріт. Далі за посередництва якогось Суфьяна ібн Муджаші між аль-Мунзіром III і аль-Харісом було досягнуто деяке примирення, в результаті чого аль-Мунзір одружився з дочкою аль-Харіса на ім'я Хінд і повернувся в Хіру. Ібн Хальдун повідомляє, що шахиншах відновив аль-Мунзіра на лахмідскому престолі і аль-Мунзір уклав з аль-Харісом угоду, відповідно до якої вони поділили між собою владу над арабами, при цьому аль-Харіс залишив за собою землі за Євфратом. Очевидно, дане примирення відбулося за прямої участі шаханшаха Кавада, якому були потрібні два арабських царя, які були б підлеглими Сасанідів, один з яких правив би на Євфраті, а інший — в Аравії. Кавад примирив і пов'язав шлюбними узами аль-Мунзір і аль-Харіса, поділивши між ними владу над арабами. Природною межею між володіннями Лахмідів і Кіндідів став Євфрат.

## Правління

### Набіги на Візантію
Згідно сирійської хроніки невідомого автора, аль-Мунзір III здійснив свій перший військовий похід в 830 році ери Селевкідів (вересень 518 — серпень 519 років нашої ери. Згідно Іллі Нісібісскому, в 831 році ери Селевкідів (вересень 519 — серпень 520) «цар сарацинів» аль-Мунзір напав на землі ромеїв і повів полонених зі свого кордону. В середині 20-х років під час чергового набігу на прикордонні візантійські території аль-Мунзіру вдалося захопити в полон візантійських полководців Тімострата (Дуку Каллініка) і Іоанна. Після цього до аль-Мунзіра прибуло візантійське посольство на чолі з Авраамом, якому вдалося домовитися про звільнення полонених полководців в обмін на великий викуп.
Джерела свідчать про те, що це було не перше посольство Візантії до аль-Мунзіра III: до нас дійшло ще три звістки про візантійських посольствах до царя Лахмідів

### Війни в Аравії
В кінці правління шаханшаха Кавада I і особливо на початку правління Хосрова I Ануширвана (531—579) ставлення Сасанідскої держави до аль-Харіса істотно погіршилося. Це було викликано, тим що склалися дружні взаємини між кіндітами і гассанідами, а також відходом Кавада I від вчення Маздака і масовими переслідуваннями маздакідів, що почалися з приходом до влади Хосрова I. Згідно Хамзі аль-Ісфахані, шаханшах Хосров I, дізнавшись, що аль -Харіс приховує у себе маздакідів, послав проти нього військо на чолі з аль-Мунзіром III
Згідно Якутії аль-хамавов, описаних подій передував напад Кайса ібн Салама, онука аль-Харіса, на аль-Мунзір, який з двома синами встиг сховатися в замку аль-Хаварнак. Через якийсь час аль-Мунзір зібрав військо, розгромив кіндітов і захопив 12 їх царевичів.
Після розгрому держави кіндітів єдиним, хто ще міг і прагнув продовжувати боротьбу з аль-Мунзіром на північному сході Аравії, був Салама, син аль-Харіса. Салама знайшов притулок у бакрітського племені Бану Шайбана і незабаром бакрітське плем'я визнало його своїм царем. Дізнавшись, що Салама ібн аль-Харіс зміцнився у бакрітів і готується продовжити війну, аль-Мунзір направив бакрітам посольство з вимогою підкоритися владі лахмідского царя. Отримавши відмову, аль-Мунзір направив проти бакрітів військо. Проведена за тим битва у гори Уваров тривала кілька днів і закінчилася перемогою Лахмідів. Салама був узятий в полон і убитий таглібітамі, а його полонених воїнів ватажок лахмідского війська наказав стратити на вершині гори.
Здобувши перемогу над Саламом, аль-Мунзір об'єднав під своєю владою племена бакрітов і таглібітов, для надійності взявши в заручники юнаків з бакрітскіх і таглібітскіх знатних родів, що в той час було звичайною практикою Лахмідів щодо підлеглих їм племен.
Згідно ат-Табарі, шаханшах Хосров I призначив аль-Мунзіра III своїм намісником над усіма землями центральної Аравії, що передбачало масштабну експансію на південний захід, перш за все, в область ямах, що неминуче призвело до зіткнення з претендували на цю область царями Хим'яр. Однак конфлікти з Хим'яр траплялися у аль-Мунзіра і раніше. Згідно знайденого у ваді Масалів напису Хімьярітского царя Мадікаріба Яфура, датованого червнем 521 року, аль-Мунзір почав війну проти хімьярітамі, Мадікаріб виступив на чолі військ на північ і підпорядкував собі арабів, які не визнавали його владу. Про подальші події відомостей не збереглося.

### Участь в ірано-візантійських війнах
Аль-Мунзір III взяв активну участь у розпочатій шаханшахом Кавадом I Ірано-візантійської війні 526—532 років. За візантійським джерелами, аль-Мунзір за наказом Кавада піднявся вгору по Євфрату і вторгся в візантійські рубежі в районі течії річок Хабур і аль-Баліх, дійшовши до Каллініка. На початку весни 529 року аль-Мунзір знову виступив у похід вгору по Євфрату в напрямку провінції Перша Сирія, в березні підійшов до Антіохії, але не став брати її в облогу, а повернув на південь.
Успішні рейди аль-Мунзіра в Сирію принесли йому особливу прихильність шаханшаха Кавада, який в 531 році прийняв його план спільного походу вгору по Євфрату для раптового захоплення Антіохії.
Кавад I зібрав п'ятнадцятитисячне військо, не рахуючи арабських воїнів аль-Мунзір. Перське військо очолив невідомий на ім'я Хазарбад, однак загальне командування походом,  було доручено аль-Мунзіру. Армія Хазарбада і аль-Мунзіра піднялася вгору по Євфрату до Каллініка, після чого головні сили аль-Мунзіра рушили до Антіохії і взяли приступом фортецю Габбул. Дізнавшись, однак, що з Халкіди проти них виступили візантійські війська під командуванням Велисарія, посилені гассанідским військом аль-Харіса ібн Джабаль, аль-Мунзір і хазарбад залишили фортецю і відступили по західному березі Євфрату до Каллініку, вставши табором навпроти міста. Вирішальна битва при Каллініком відбулася 19 квітня 531 року і, не дивлячись на те, що тривала весь день, фактично закінчилася нічим: до ночі перси відійшли в свій табір, а візантійці переправилися в Каллінік. У цій битві загинув син аль-Мунзіра- ан-Нуман.
Разом з битвою при Каллініком закінчився нічим і весь похід аль-Мунзіра в Сирію. Згідно Іоанна Малали, в червні 531 року імператор Юстиніан I на вимогу аль-Мунзіра III надіслав до нього диякона Сергія, якому аль-Мунзір вручив лист з умовами укладення миру. Після повернення до Константинополя Сергій знову був посланий Юстиніаном до аль-Мунзіра з візантійськими дарами. Одночасно імператор направив посольство до Кавада I. Після смерті Кавада I у вересні 531 року аль-Мунзір, судячи з усього, підтримав в якості його наступника Хосрова I, який в березні 533 року уклав з Візантією «вічний мир».

### Війна з гассанідами і загибель
Давня ворожнеча між лахмідами і гассанідами ґрунтувалася, на тому, що володіння перших входили до складу Сасанідскої імперії, володіння друге — до складу Візантії. Відповідно, лахміди були підданими шаханшаха Ірану, гассаніди -імператору Візантії. Шаханшах Хосров I, уклавши з візантійцями мир в 532 році, незабаром почав шукати привід для поновлення воєнних дій. Згідно Прокопію Кесарийському, в 535 році Хосров I доручив аль-Мунзір III знайти привід для війни з Візантією. Виконуючи доручення, аль-Мунзір звинуватив гассанідского царя аль-Харіса ібн Джабали в порушенні кордонів і військової агресії. Крім того, аль-Мунзір зажадав передачі йому данини з арабів, які раніше перебували під його владою, але потім пішли у володіння гассанідів в візантійській Сирії. У відповідь на це імператор Юстиніан надіслав до аль-Мунзіра мирне посольство, після чого Хосров I звинуватив Юстиніана в тому, що його посол намагається підкупити аль-Мунзір і переманити його на бік візантійців.
За мусульманськими авторами, збройний конфлікт між аль-Мунзіром і гассанідами почався в 536 році. Ат-Табарі і ад-Дінаварі пишуть, що гассанідскі війська вторглись у володіння аль-Мунзіра, багатьох убили і захопили багату здобич. Ймовірно, низка взаємних набігів і переговорів тривала протягом чотирьох років, після чого навесні 540 року Хосров вторгся в візантійські межі. Аль-Мунзір III не прийняв активної участі в наступній війні, проте, коли в 546 році між Сасанідами і Візантією було укладено мир, війна між аль-Мунзіром і гассанідами продовжилася. Згідно Прокопію, між 546 і 549 роками аль-Мунзір в одному з набігів на землі гассанідів вбив сина аль-Харіса. У відповідь на це аль-Харіс виступив в похід, розбив військо аль-Мунзіра і мало не захопив двох його синів. У 553—554 роках аль-Мунзір зазнав потужного вторгнення хим'ярського володаря Абрахи, що зумів дійти до сучасної Ель-Хаси.
Війна між Лахмідами і гассанідами продовжилася і після укладення миру між Хосровом і Юстиніаном. У червні 554 року аль-Мунзір III вторгся в візантійські межі і розграбував деякі прикордонні райони. Проти нього виступив аль-Харіс на чолі свого війська, в результаті чого сталася битва біля. В ході якої аль-Мунзір загинув] після сорока дев'яти років правління. Спадкоємцем аль-Мунзіра став його син Амр III, який за життя батька був намісником над підлеглими арабськими племенами в Аравії.

## Родина
У аль-Мунзіра III було кілька синів від різних жінок. Кіндітска принцеса Хінд, дочка царя аль-Харіса ібн Амра, була матір'ю, як мінімум, чотирьох його синів: Амра, Кабуса, Хассана та аль-Мунзіра. Від невідомої на ім'я жінки з ар-рабаба у аль-Мунзіра III був син аль-Асуад, а від кіндітскої принцеси Амам бинт Салам (племінниці Хінд) — син Амр Молодший. Згідно з деякими джерелами, у аль-Мунзіра III були ще сини Імру-ль-Кайс [28] і ан-Нуман, який загинув в одній з битв 19 квітня 531 року.

## Характеристика особисті
Прокопій Кесарійський, дає аль-Мунзіру  вельми поважну характеристику: "Він був геніальною людиною, досвідченим в військових справах, глибоко вірним персам і виключно діяльним; протягом п'ятдесяти років він змушував ромейську державу ставати на коліна" відзначався гострим розумом і відважністю